# Džejla Makaš
Džejla Makaš är en bosnisk taekwondoutövare. 

## Karriär
I december 2023 tog Makaš silver i 46 kg-klassen vid U21-EM i Bukarest efter en finalförlust mot spanska Sofía García. I maj 2024 tog hon silver i 46 kg-klassen vid EM i Belgrad efter en finalförlust mot kroatiska Lena Stojković.